# Somme-Tourbe
Pour les articles homonymes, voir Somme.
Somme-Tourbe est une commune française située dans le département de la Marne en région Grand Est.
Les habitants de Somme-Tourbe sont des Astuciers.[réf. nécessaire]

## Géographie
Somme-Tourbe est une commune située à l’est de la plaine champenoise sur l’axe Reims-Sainte-Menehould, en bordure du massif Argonnais.
La Tourbe, affluent de l'Aisne y prend sa source (« Somme » signifie « Source » en gaulois).
Les téléphones portables captent mal, car le village est situé dans une « cuvette », ce qui donne un « micro-climat » au village.[réf. nécessaire]
|                      | Saint-Jean-sur-Tourbe | Hans         |
| Somme-Suippe         | Somme-Tourbe          | Somme-Bionne |
| Saint-Remy-sur-Bussy | La Croix-en-Champagne |              |

### Hydrographie
La commune est dans la région hydrographique « la Seine du confluent de l'Oise (inclus) à l'embouchure » au sein du bassin Seine-Normandie. Elle est drainée par la Tourbe,.
La Tourbe, d'une longueur de 21 km, prend sa source dans la commune  et se jette  dans divers bras de la Tourbe à Servon-Melzicourt, après avoir traversé dix communes. 

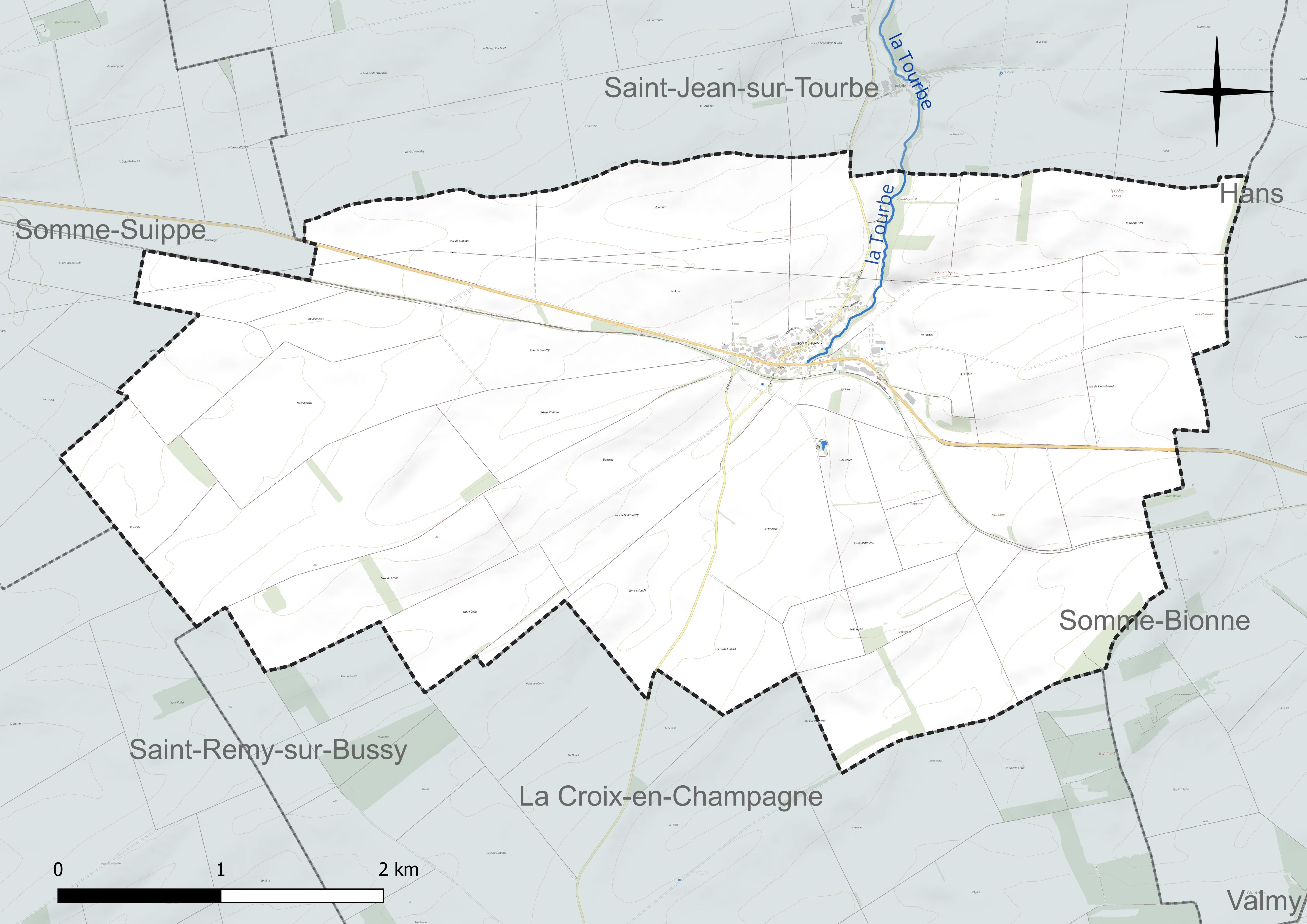
Réseau hydrographique de Somme-Tourbe.

### Climat
Pour des articles plus généraux, voir Climat du Grand Est et Climat de la Marne.
En 2010, le climat de la commune est de type climat des marges montargnardes, selon une étude du Centre national de la recherche scientifique s'appuyant sur une série de données couvrant la période 1971-2000. En 2020, Météo-France publie une typologie des climats de la France métropolitaine dans laquelle la commune est exposée à un climat océanique altéré et est dans la région climatique  Nord-est du bassin Parisien, caractérisée par un ensoleillement médiocre, une pluviométrie moyenne régulièrement répartie au cours de l’année et un hiver froid (3 °C). 
Pour la période 1971-2000, la température annuelle moyenne est de 10,1 °C, avec une amplitude thermique annuelle de 15,8 °C. Le cumul annuel moyen de précipitations est de 817 mm, avec 12,6 jours de précipitations en janvier et 8,8 jours en juillet. Pour la période 1991-2020, la température moyenne annuelle observée sur la station météorologique de Météo-France la plus proche, « Argers », sur la commune d'Argers à 14 km à vol d'oiseau, est de 10,9 °C et le cumul annuel moyen de précipitations est de 739,4 mm. 
La température maximale relevée sur cette station est de 41,1 °C, atteinte le 25 juillet 2019 ; la température minimale est de −17,5 °C, atteinte le 20 décembre 2009,,. 
Les paramètres climatiques de la commune ont été estimés pour le milieu du siècle (2041-2070) selon différents scénarios d'émission de gaz à effet de serre à partir des nouvelles projections climatiques de référence DRIAS-2020. Ils sont consultables sur un site dédié publié par Météo-France en novembre 2022.

## Urbanisme

### Typologie
Au 1er janvier 2024, Somme-Tourbe est catégorisée commune rurale à habitat dispersé, selon la nouvelle grille communale de densité à sept niveaux définie par l'Insee en 2022.
Elle est située hors unité urbaine. Par ailleurs la commune fait partie de l'aire d'attraction de Châlons-en-Champagne, dont elle est une commune de la couronne,. Cette aire, qui regroupe 97 communes, est catégorisée dans les aires de 50 000 à moins de 200 000 habitants,.

### Occupation des sols
L'occupation des sols de la commune, telle qu'elle ressort de la base de données européenne d’occupation biophysique des sols Corine Land Cover (CLC), est marquée par l'importance des territoires agricoles (98,6 % en 2018), une proportion identique à celle de 1990 (98,6 %). La répartition détaillée en 2018 est la suivante : 
terres arables (97,6 %), zones urbanisées (1,4 %), zones agricoles hétérogènes (1 %). L'évolution de l’occupation des sols de la commune et de ses infrastructures peut être observée sur les différentes représentations cartographiques du territoire : la carte de Cassini (XVIIIe siècle), la carte d'état-major (1820-1866) et les cartes ou photos aériennes de l'IGN pour la période actuelle (1950 à aujourd'hui).

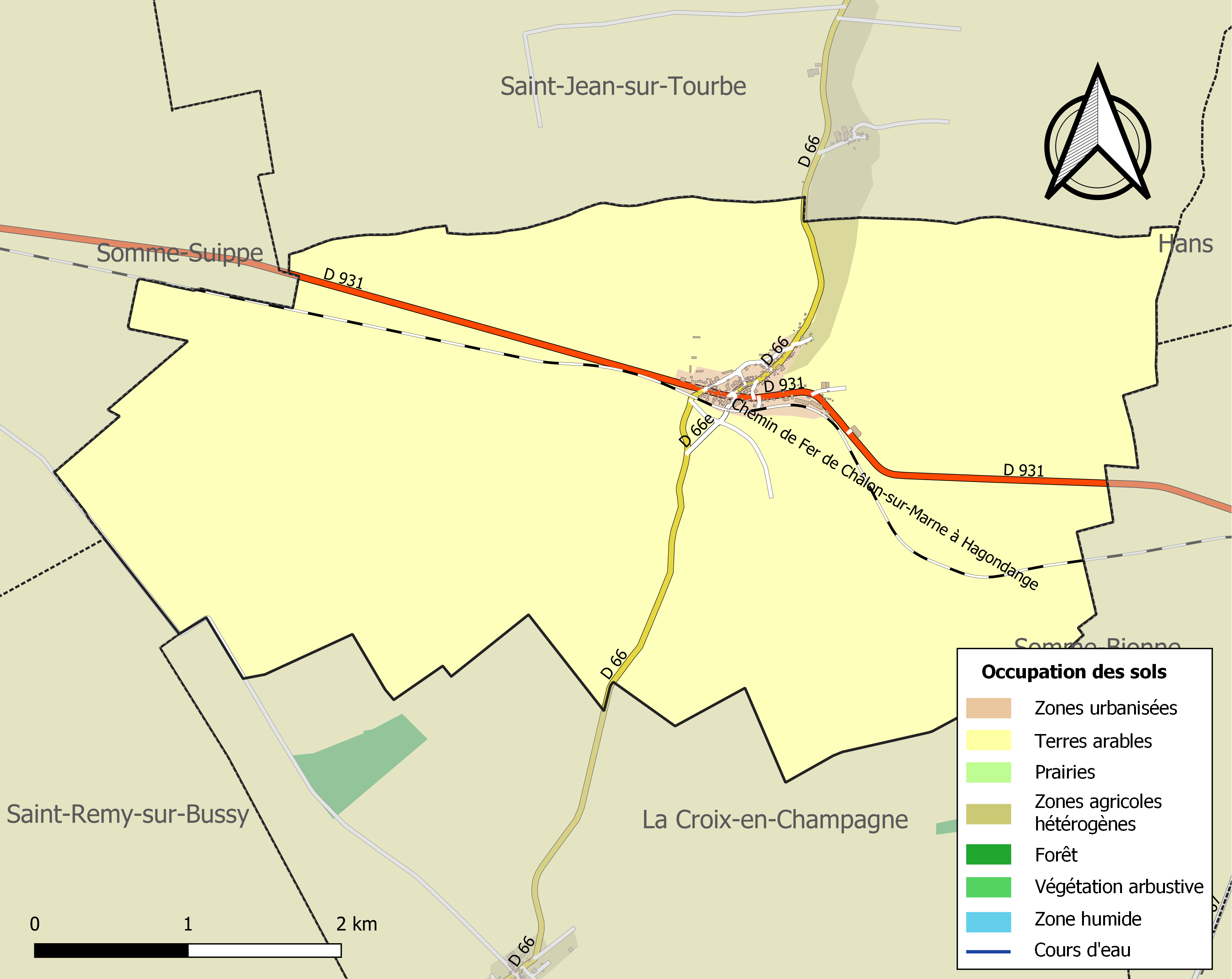
Carte des infrastructures et de l'occupation des sols de la commune en 2018 (CLC).

## Toponymie
Le nom de la localité est attesté sous les formes Ad Summa Turba, Summa Turba (commencement du XIe siècle) ; Summe-Turbe (vers 1222) ; Sometorbe (1248) ; Some-Turbe (1274) ; Sonmetourbe (vers 1300) ; Somme-Tourbe (1461) ; Suin-Tourbe [pour Sumtourbe] (fin du XVe siècle) ; Sombtourbe (1508) ; Sometourbe (1516) ; Somtourbe (1647) ; Somme-sur-Tourbe (1710).

Dans la toponymie locale, les lieux appelés somme désignent une « source », pour Somme-Tourbe, « source de la Tourbe ». Ce nom est dérivé du latin summus ou summa (« point le plus haut ») ; la source étant le point le plus haut de la vallée.

## Histoire

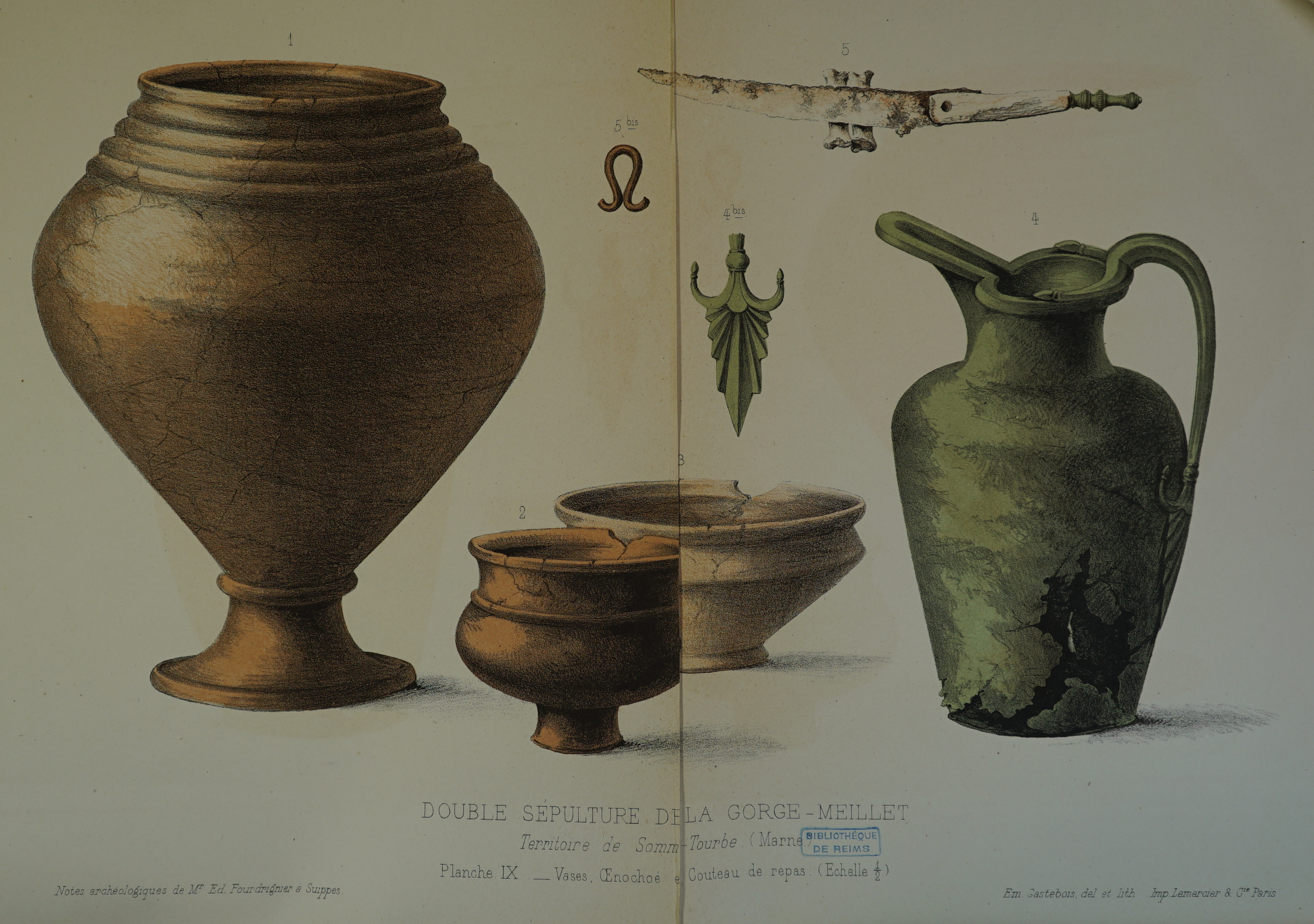
Vaisselle et oenochoe à bec relevé.

Sur la commune ont été mis au jour des vestiges d’un char en sépulture double à la Gorge-Meillet en 1875-76. Char laténien à deux roues, déposé dans le tombeau d'un guerrier avec un riche panoplie : longue épée, pointes de lance et de javelot en fer, casque en bronze. Le mort, qui portait comme signe de son rang supérieur un bracelet en or, était accompagné d'un service alimentaire en céramique, d'un bec à verser en bronze d'importation étrusque et d'un riche harnachement de cheval. Au-dessus de ce noble guerrier  gisait un deuxième guerrier accompagné seulement de son épée en fer. L'inventaire archéologique  permet de dater cette double sépulture qui est exposée maintenant au Musée d'Archéologie nationale de Saint-Germain-en-Laye au Ve siècle av. J.-C.
Le 17 février 1813 une tornade traversait le village en arrachant plusieurs toits.
Le village fut totalement détruit en 1914, durant la Première Guerre mondiale, excepté l’église et l’école.

## Politique et administration

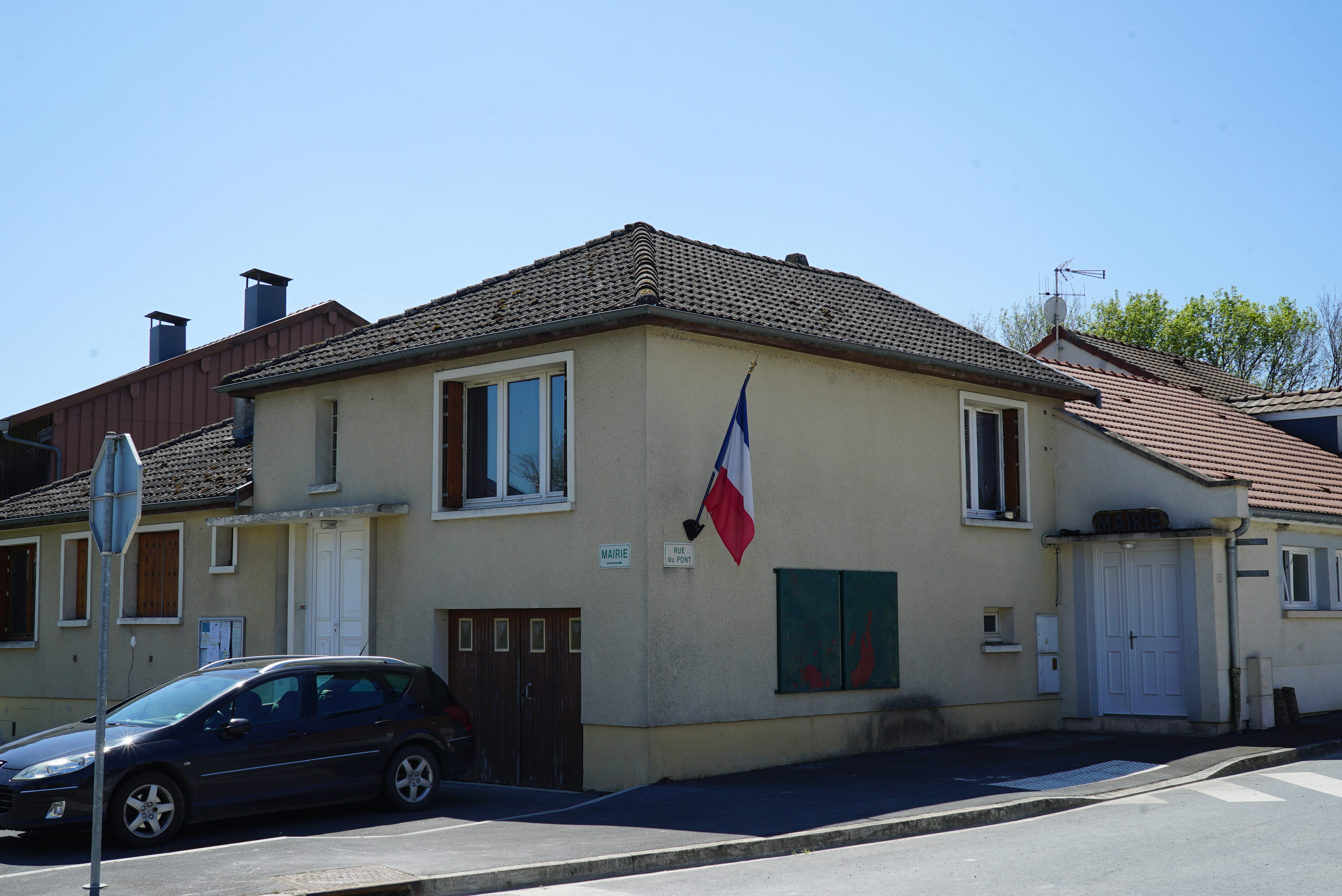
L'hôtel de ville.

Par décret du 29 mars 2017, l'arrondissement de Sainte-Menehould est supprimée et la commune est intégrée le 31 mars 2017 à l'arrondissement de Châlons-en-Champagne.

### Intercommunalité
La commune, antérieurement membre de la communauté de communes de la Région de Suippes, est membre depuis le 1er janvier 2014 de la communauté de communes de Suippe et Vesle.
En effet, conformément aux prévisions du schéma départemental de coopération intercommunale (SDCI) de la Marne du 15 décembre 2011,, les communautés de communes CC de la région de Suippes et CC des sources de la Vesle ont fusionné le 1er janvier 2014 afin de former la nouvelle communauté de communes de Suippe et Vesle.

### Liste des maires
| Période                                  | Période                      | Identité            | Étiquette | Qualité                        |
| ---------------------------------------- | ---------------------------- | ------------------- | --------- | ------------------------------ |
| Les données manquantes sont à compléter. |                              |                     |           |                                |
| 1983                                     | 2008                         | Maurice Appert      | UMP       |                                |
| 2008                                     | En cours (au 4 juillet 2014) | Vincent Petitdidier | SE        | Réélu pour le mandat 2014-2020 |

## Démographie
L'évolution du nombre d'habitants est connue à travers les recensements de la population effectués dans la commune depuis 1793. Pour les communes de moins de 10 000 habitants, une enquête de recensement portant sur toute la population est réalisée tous les cinq ans, les populations de référence des années intermédiaires étant quant à elles estimées par interpolation ou extrapolation. Pour la commune, le premier recensement exhaustif entrant dans le cadre du nouveau dispositif a été réalisé en 2004.

En 2022, la commune comptait 141 habitants, en évolution de −2,08 % par rapport à 2016 (Marne : −1,19 %, France hors Mayotte : +2,11 %).
| 1793 | 1800 | 1806 | 1821 | 1831 | 1836 | 1841 | 1846 | 1851 |
| ---- | ---- | ---- | ---- | ---- | ---- | ---- | ---- | ---- |
| 170  | 184  | 192  | 205  | 223  | 205  | 202  | 211  | 202  |

| 1856 | 1861 | 1866 | 1872 | 1876 | 1881 | 1886 | 1891 | 1896 |
| ---- | ---- | ---- | ---- | ---- | ---- | ---- | ---- | ---- |
| 210  | 214  | 226  | 241  | 229  | 200  | 200  | 188  | 185  |

| 1901 | 1906 | 1911 | 1921 | 1926 | 1931 | 1936 | 1946 | 1954 |
| ---- | ---- | ---- | ---- | ---- | ---- | ---- | ---- | ---- |
| 169  | 176  | 167  | 192  | 196  | 177  | 155  | 155  | 165  |

| 1962 | 1968 | 1975 | 1982 | 1990 | 1999 | 2004 | 2006 | 2009 |
| ---- | ---- | ---- | ---- | ---- | ---- | ---- | ---- | ---- |
| 172  | 157  | 136  | 136  | 153  | 149  | 140  | 126  | 147  |

| 2014 | 2019 | 2022 | - | - | - | - | - | - |
| ---- | ---- | ---- | - | - | - | - | - | - |
| 145  | 140  | 141  | - | - | - | - | - | - |

## Lieux et monuments
L’église romane, qui date du XIIe siècle, abrite des statues en bois du XVIIe siècle de saint Martin et saint Éloi ainsi qu'une Vierge à l’enfant du XIVe siècle et une arche de Gloire du XIIe siècle.

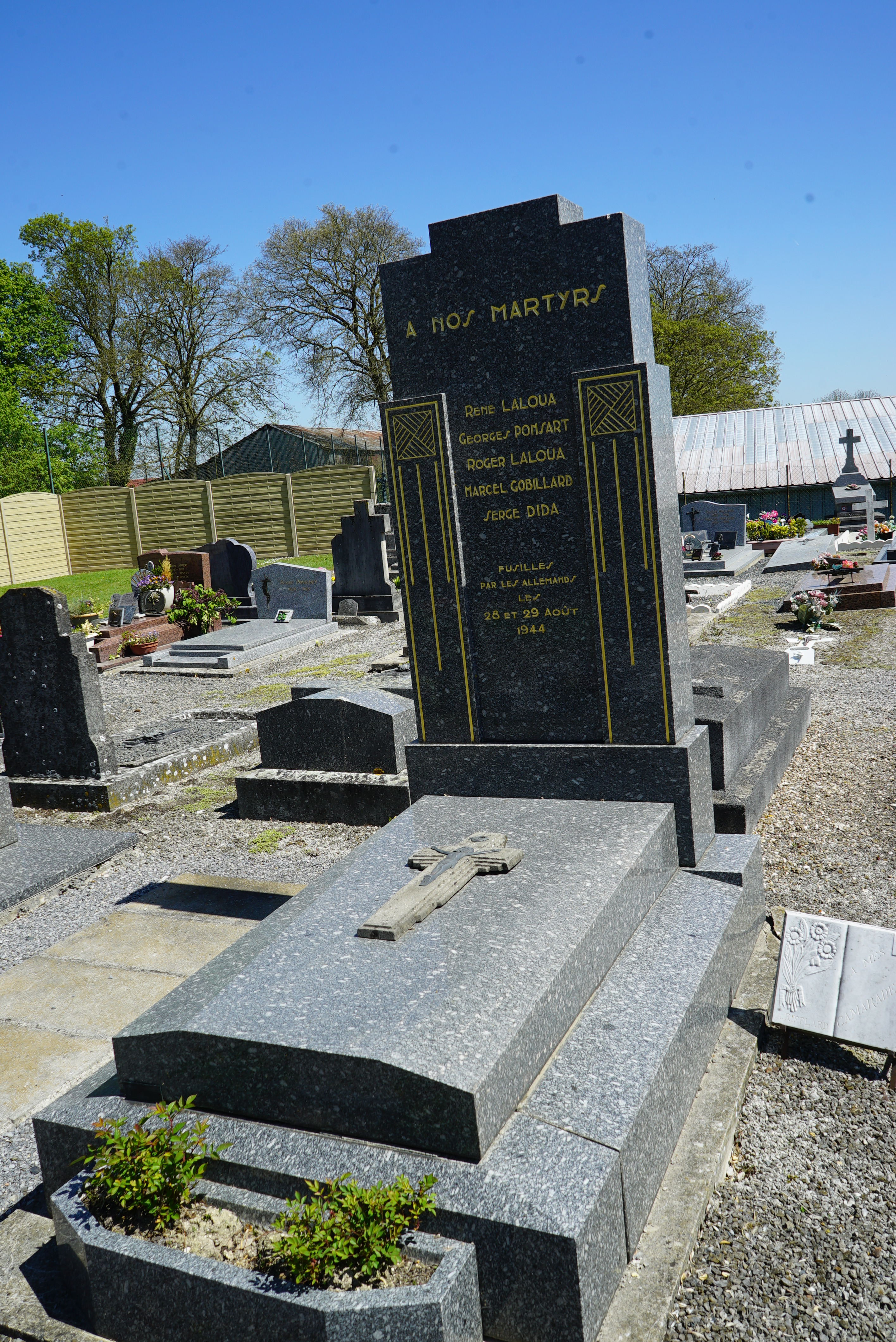
Monument aux fusillés,
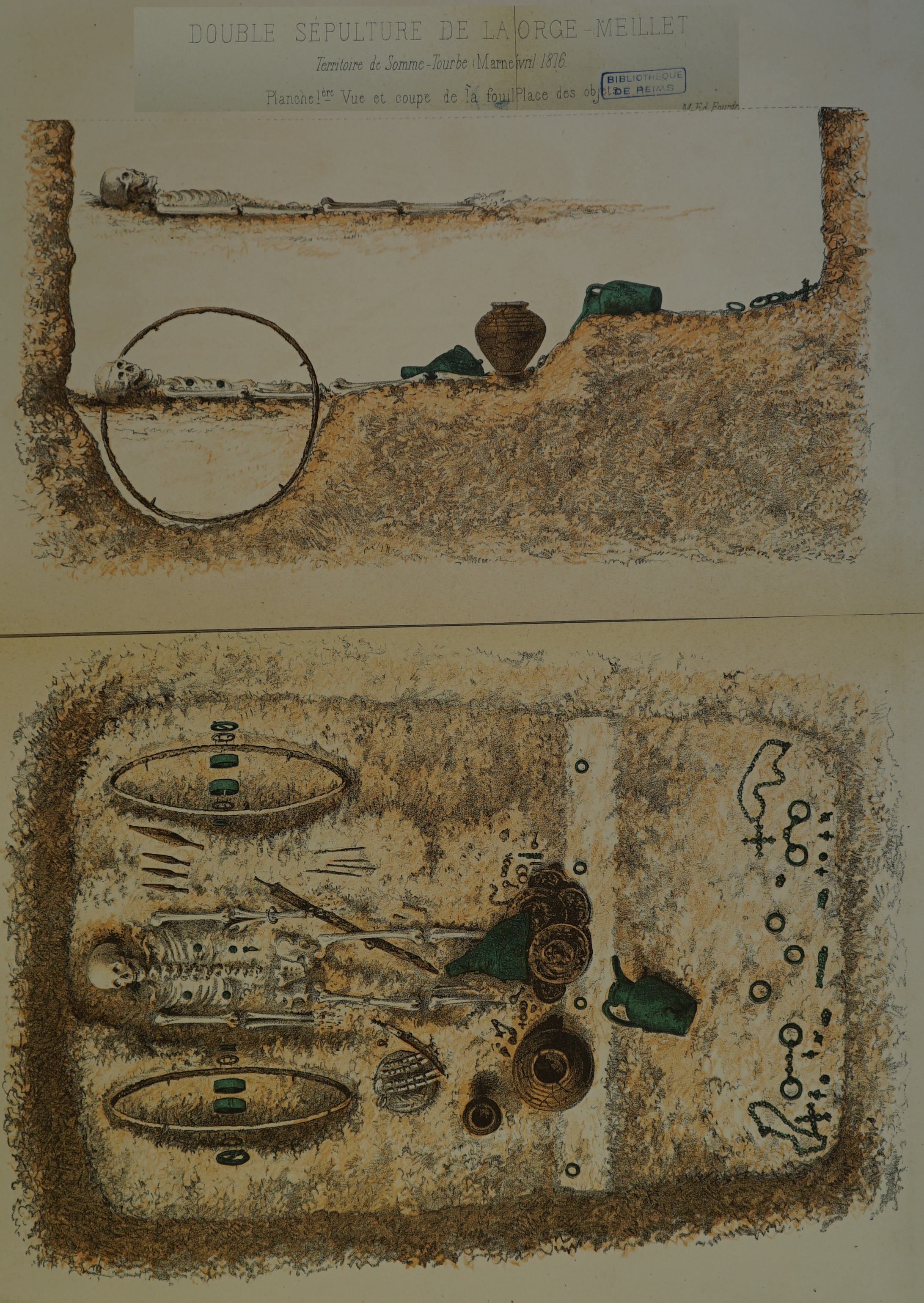
Tombe double à char,
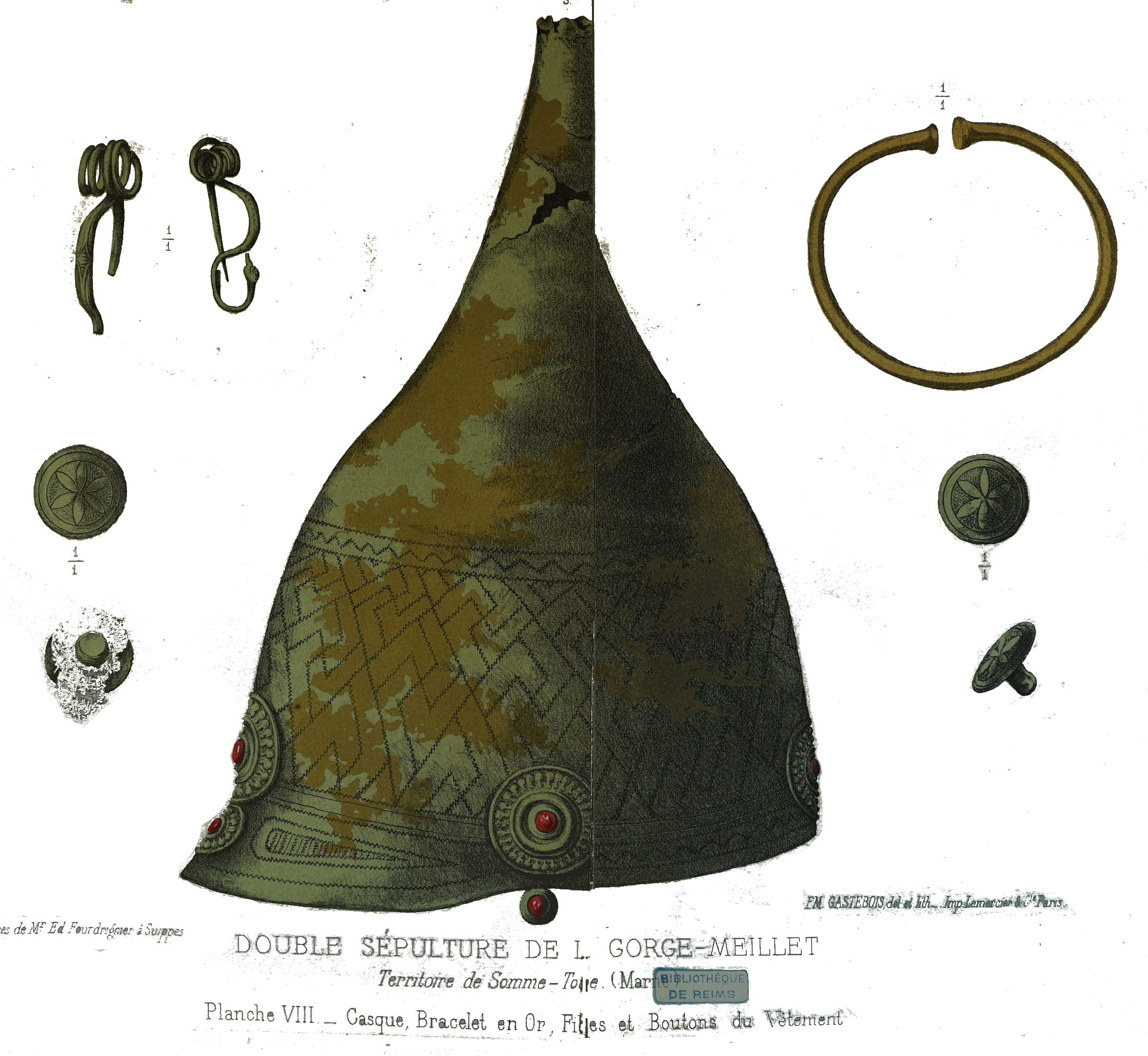
fouilles d'Edouard Fourdrignier,
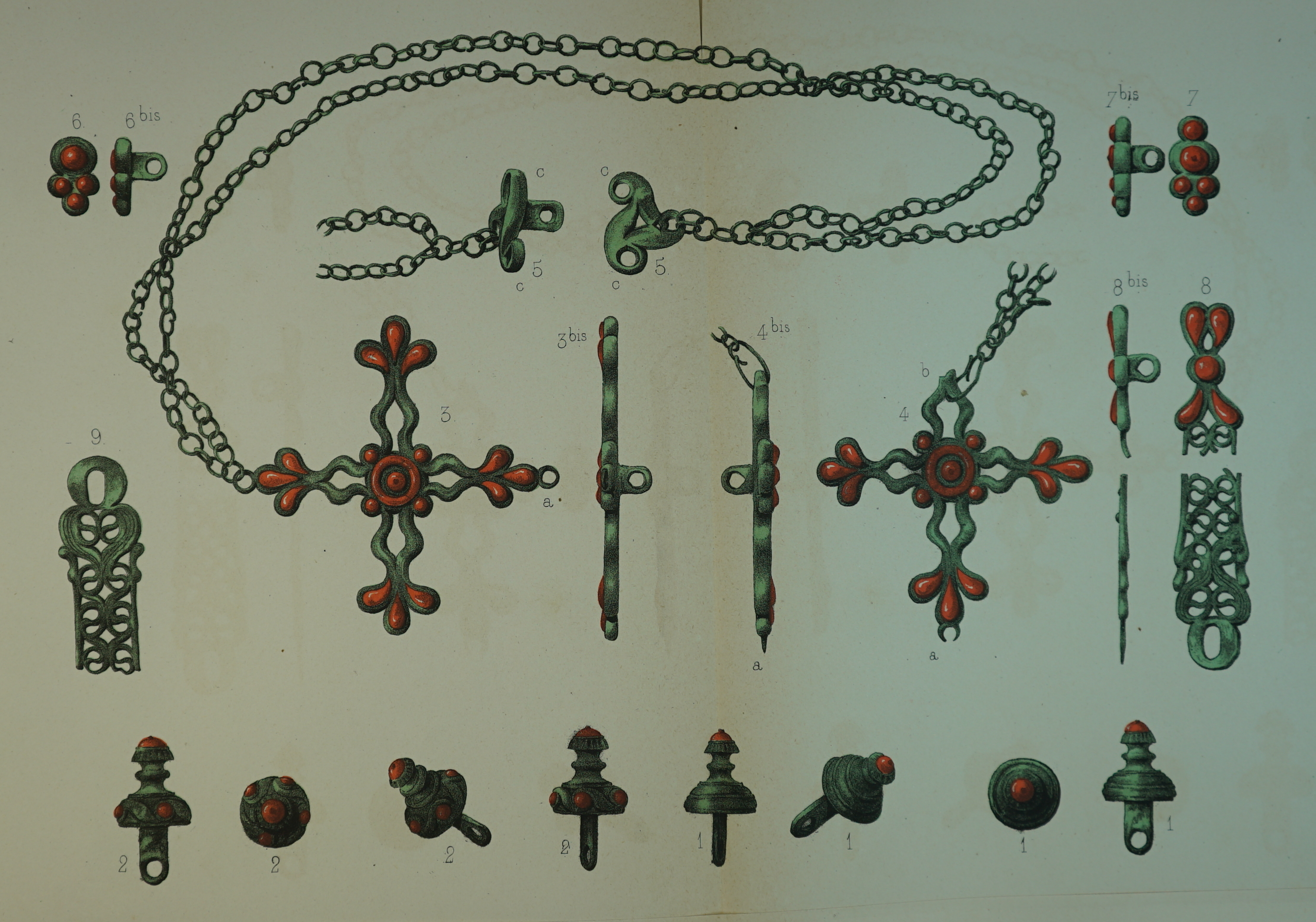
dessin émile Gastebois.
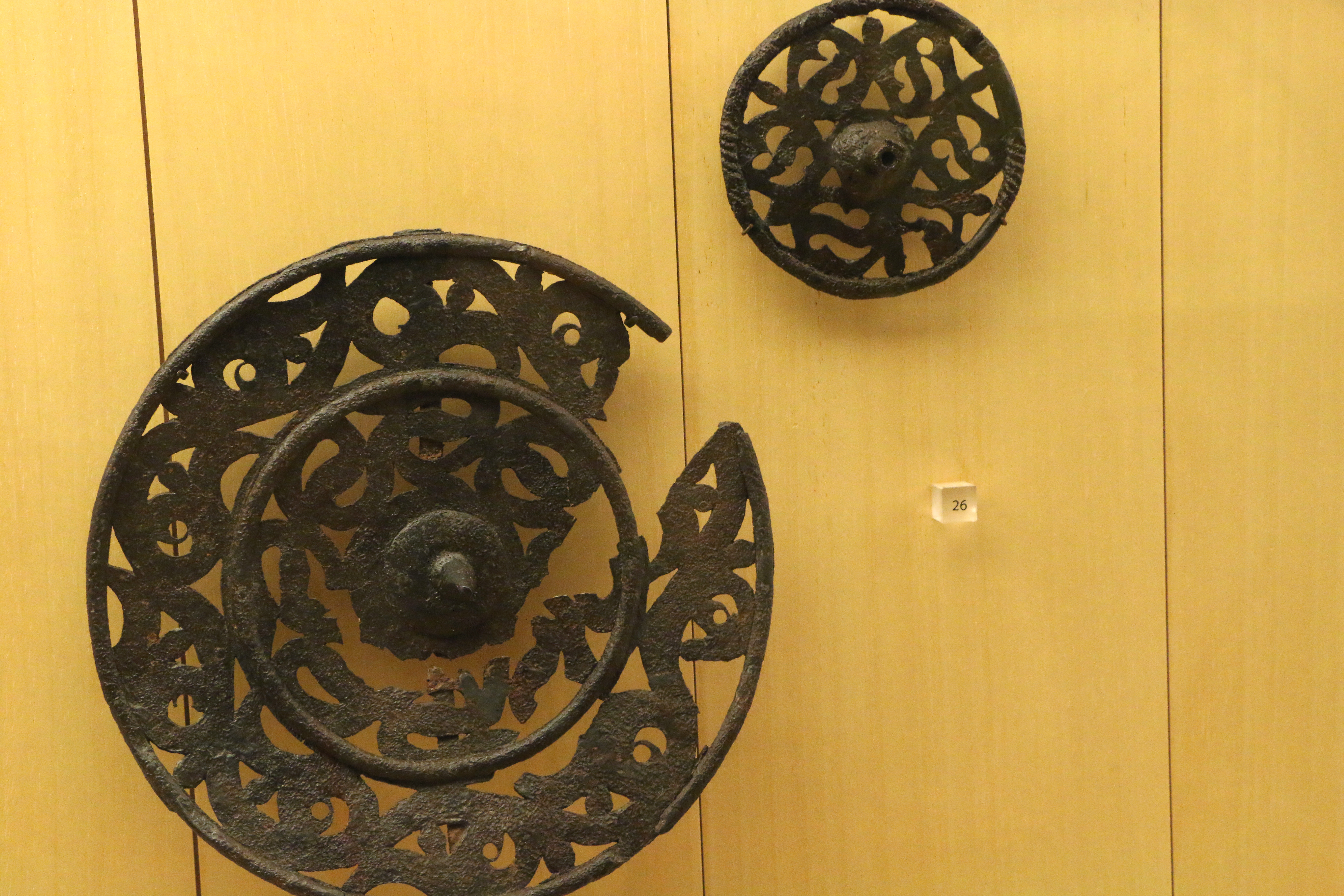
Déposé au Musée d'archéologie nationale.
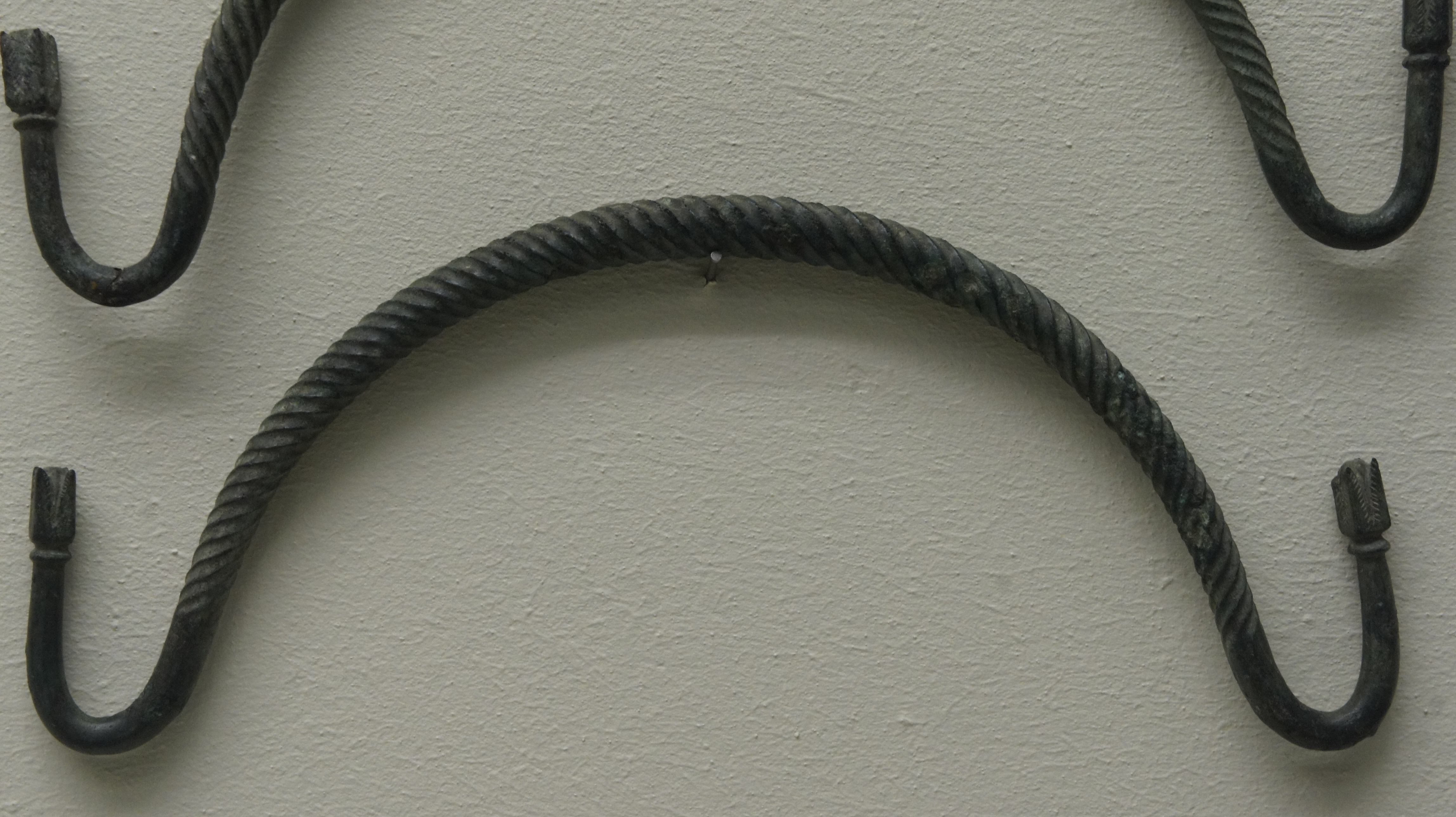
Anses de situle, Musée Saint-Remi.
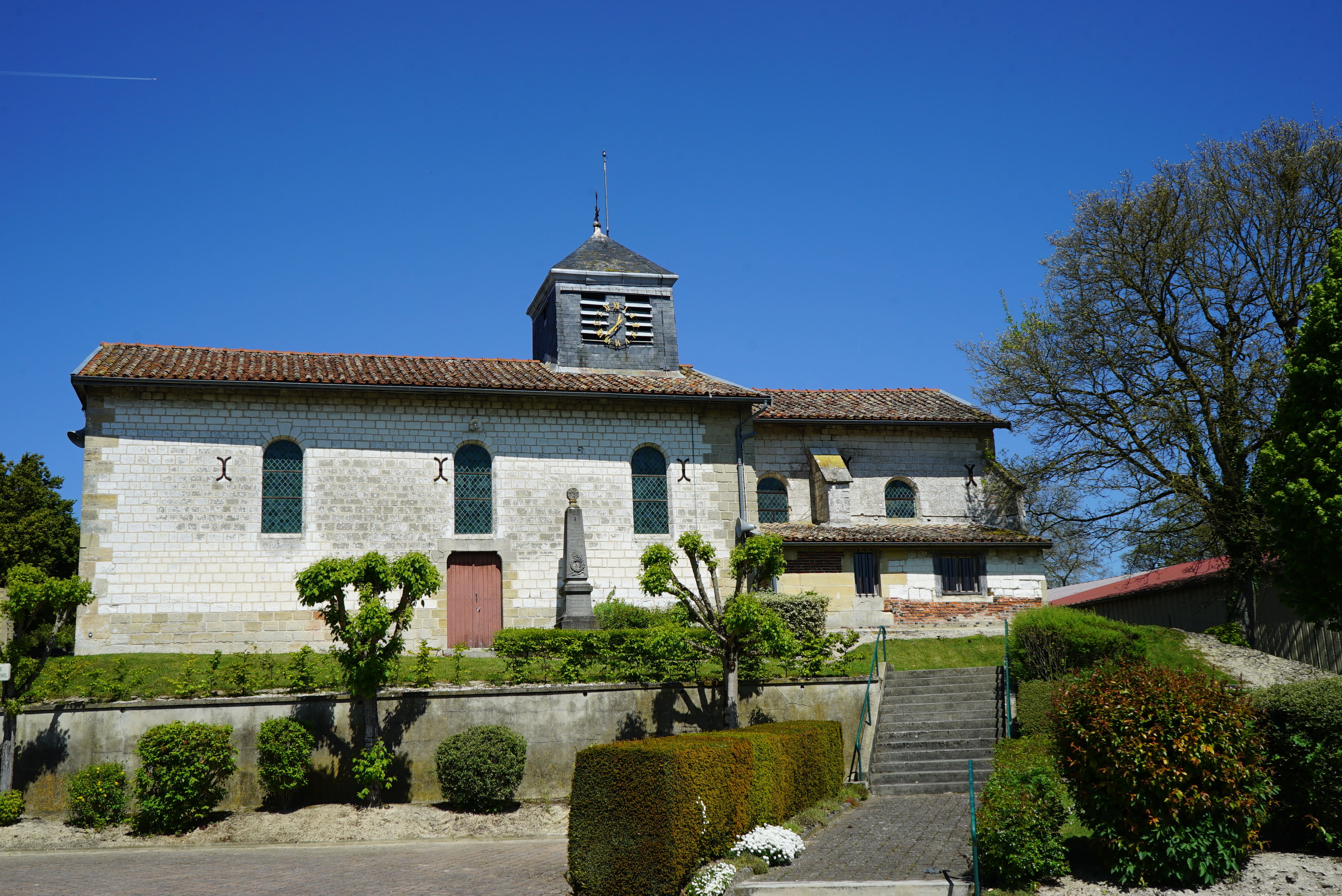
L'église.

## Personnalités liées à la commune
- L'abbé, et historien, Aristide-Désiré Millard y est né le 15 juillet 1850, fils de Nicolas-Victor Millard et de Marie-Geneviève Ildebrand.